# Игры Юго-Восточной Азии 1981
11-е Игры Юго-Восточной Азии прошли с 6 по 15 декабря 1981 года в Маниле (Филиппины). В них приняли участие спортсмены из 7 стран, которые соревновались в 18 видах спорта.

## Виды спорта
- Бадминтон
- Баскетбол
- Бокс
- Велоспорт
- Водные виды спорта
- Волейбол
- Гимнастика
- Дзюдо
- Лёгкая атлетика
- Настольный теннис
- Пулевая стрельба
- Сепактакро
- Софтбол
- Стрельба из лука
- Теннис
- Тяжёлая атлетика
- Футбол
- Хоккей на траве

## Итоги Игр
| Место | Страна    | Золото | Серебро | Бронза | Всего |
| ----- | --------- | ------ | ------- | ------ | ----- |
| 1     | Индонезия | 85     | 73      | 56     | 214   |
| 2     | Таиланд   | 62     | 45      | 41     | 148   |
| 3     | Филиппины | 55     | 55      | 77     | 187   |
| 4     | Малайзия  | 16     | 27      | 31     | 74    |
| 5     | Бирма     | 15     | 19      | 27     | 61    |
| 6     | Сингапур  | 12     | 26      | 33     | 71    |
| 7     | Бруней    | 0      | 0       | 0      | 0     |
| Всего | Всего     | 245    | 245     | 265    | 755   |